# 무주중학교
무주중학교(茂朱中學校)는 대한민국 전북특별자치도 무주군 무주읍 읍내리에 있는 공립 중학교이다.

## 학교 연혁
- 1946년 11월 8일 : 무주공립중학교 인가
- 1950년 9월 1일 : 무주중학교로 개칭
- 1973년 3월 1일 : 괴목분교(3학급), 보통과 1학급 인가, 종합고등학교로 개칭
- 1982년 3월 1일 : 무주여자중 고등학교로 분리
- 1988년 9월 1일 : 무주중학교 무주고등학교로 분리
- 1990년 3월 1일 : 무주여중과 통합
- 2002년 3월 1일 : 괴목분교와 통합
- 2023년 3월 1일 : 제27대 김준배 교장 취임
- 2024년 2월 7일 : 제77회 졸업식(졸업생 98명) 총 15,633 명 졸업
- 2024년 3월 4일 : 신입생 125명 입학

## 참고 자료
- 무주중학교 - 한국교육학술정보원 학교알리미